# 薩丁尼亞 (印地安納州)
薩丁尼亞（英語：Sardinia）是位於美國印地安納州第開特縣的一個非建制地區。該地的面積和人口皆未知。

## 地理
薩丁尼亞的座標為39°09′14″N 85°37′52″W / 39.15389°N 85.63111°W，而該地的平均海拔高度為231米（即758英尺）。